# Gadila striata
Gadila striata is een Scaphopodasoort uit de familie van de Gadilidae. De wetenschappelijke naam van de soort is voor het eerst geldig gepubliceerd in 1898 door Pilsbry & Sharp.